# Кевин Џејмс О’Конор
Кевин Џејмс О’Конор (енгл. Kevin James O'Connor; Чикаго, 15. новембар 1963) амерички је глумац. Углавном је познат по споредним улогама.
У филму Мумија (1999) тумачио је улогу Бенија Габора. Запажен је и по споредним улогама у филмовима Херој (1992), Господар илузија (1995), Амистад (1997), Богови и чудовишта (1998), Ван Хелсинг (2004), Биће крви (2007), Џи Ај Џо: Успон Кобре (2009), те серијама 11.22.63 (2016), Квака 22 (2019).